# تریر

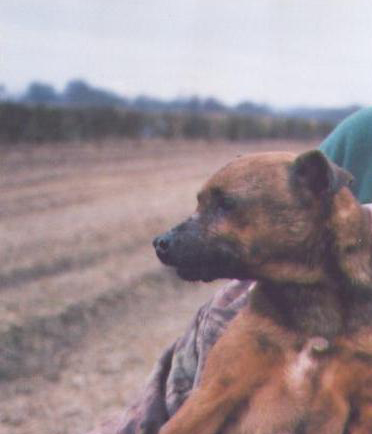
یک نوع تریر که برای شکار استفاده می‌شود

تریر (به انگلیسی: terrier) نوعی سگ است که در اصل برای شکار حیوانات موذی پرورش یافته است. کلمه تریر به زبان فرانسه، به معنای سوراخی است که برخی جانوران مانند خرگوش، روباه و غیره در زمین حفر می‌کنند و از این جهت به سگ‌های این گروه تریر گفته می‌شود که در اصل عادت داشتند شکار را تا سوراخ خود تعقیب نموده و به دام اندازند.

## انواع تریر
سگ‌های تریر سگ‌هایی هستند که گونه‌های گوناگونی دارند و به‌طور نوعی کوچک، پرجنب جوش، پرطاقت و همچنین بسیار شجاع و بی‌باک هستند. خیلی از انواع سگ‌های تریر در انگلیس و ایرلند به وجود آمدند. از آن‌ها برای کنترل جمعیت موشها و خرگوش و روباه استفاده می‌شد و از نوع بزرگتر آن‌ها برای شکار گورکن استفاده می‌شد. در واقع واژۀ تریر از زبان فرانسوی گرفته شده که نتیجه کلمه «ترا» در لاتین به معنی زمین می‌باشد.

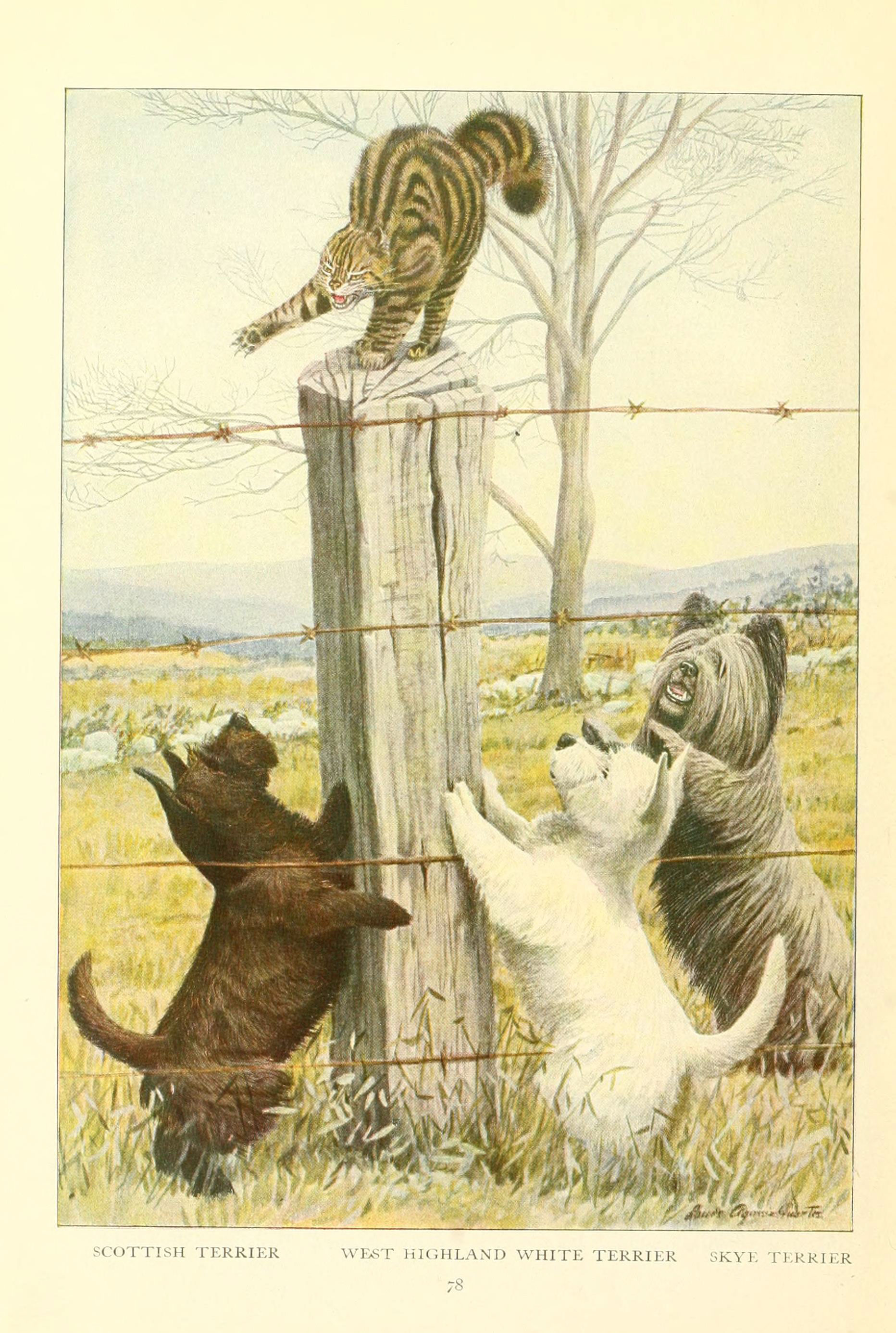
تریر اسکاتلندی در کنار یک وست هیلند وایت تریر

خیلی زود از تریرها در مسابقات شکار استفاده شد و مثلاً در مسابقه برای گرفتن موش صحرایی از درون لانه‌اش. و سگی که از همه سریع‌تر موشها را می‌کشت برنده می‌شد. در سال ۱۷۰۰ میلادی بول‌داگ‌ها با تریرها پیوند داده شدند که انواع مختلفی را به وجود آورد. بعدها از آمیزش تریرها با برخی گونه‌های دیگر، تریرهای دیگری نیز به وجود آمد. در زیر به برخی از انواع تریرها اشاره می‌کنیم:
- وست هایلند وایت تریر. (تریر سفید هایلند غربی)
- بول و تریر؛ که این از پیوند این دو نژاد انواعی چون تریر بوستون و بول تریر به وجود آمد. نوع دیگر بول تریر بول تریر مینیاتوری می‌باشد.
- تریر اسکاتلندی
- تریر شکارچی؛ از این سگ هنوز در پیدا کردن یا تعقیب یا آوردن جانور شکارشده استفاده می‌شود. نژاد این سگ‌ها معمولاً خالص نمی‌باشد. از انواع این نژاد می‌توان به این دو گونه زیر اشاره نمود:
  - تریر جسور؛ این نوع تریر در شمال انگلستان برای شکار روباه پرورش داده شد.
  - تریر شکار؛ که در جنوب انگلستان برای رم دادن شکار و پیدا کردن محل روباه‌ها پرورش داده شد.
- تریر عروسکی؛ که می‌توان از آن‌ها به تریر عروسکی انگلیسی و تریر یورکشایر اشاره نمود.

## نگارخانه

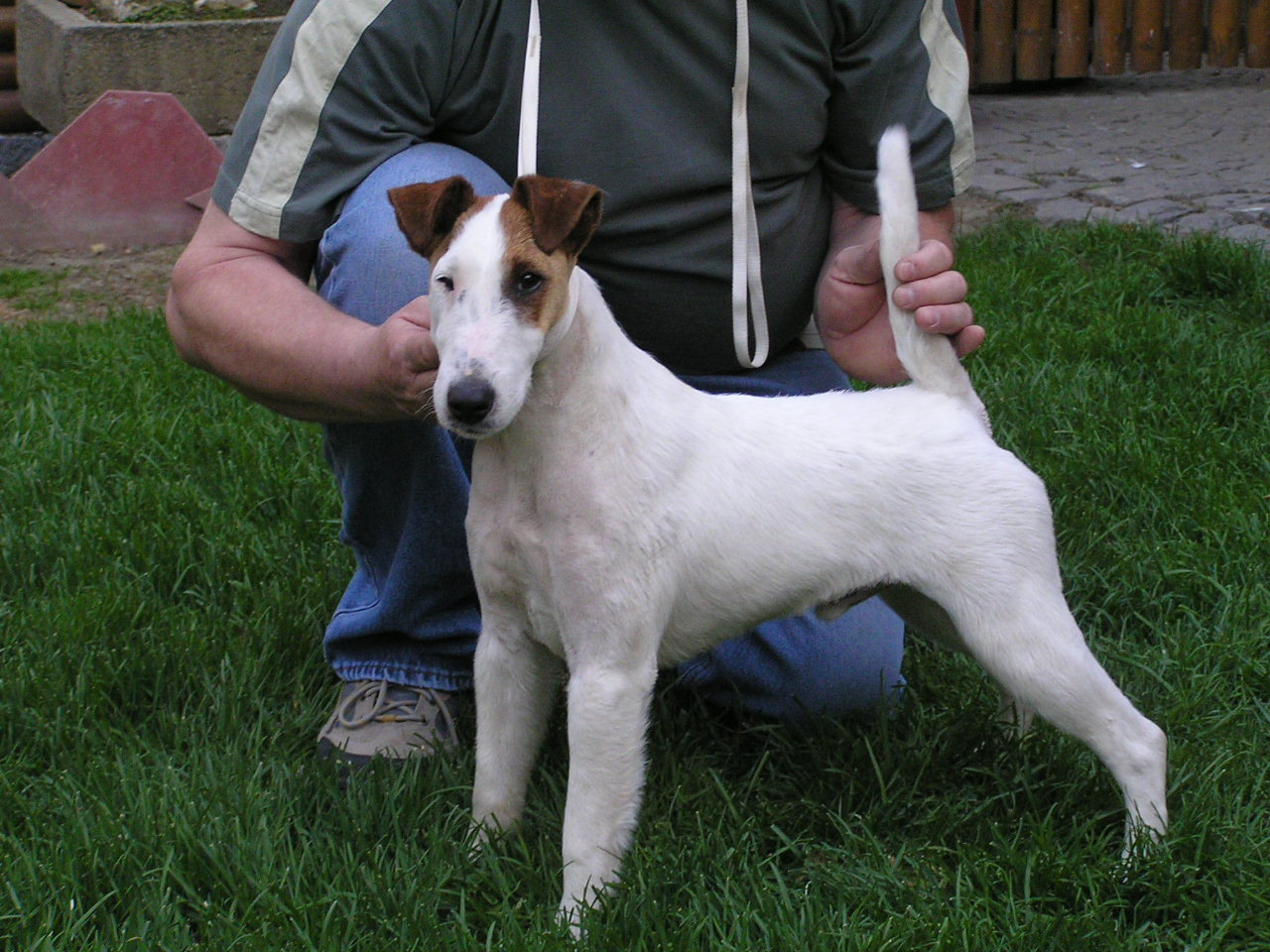
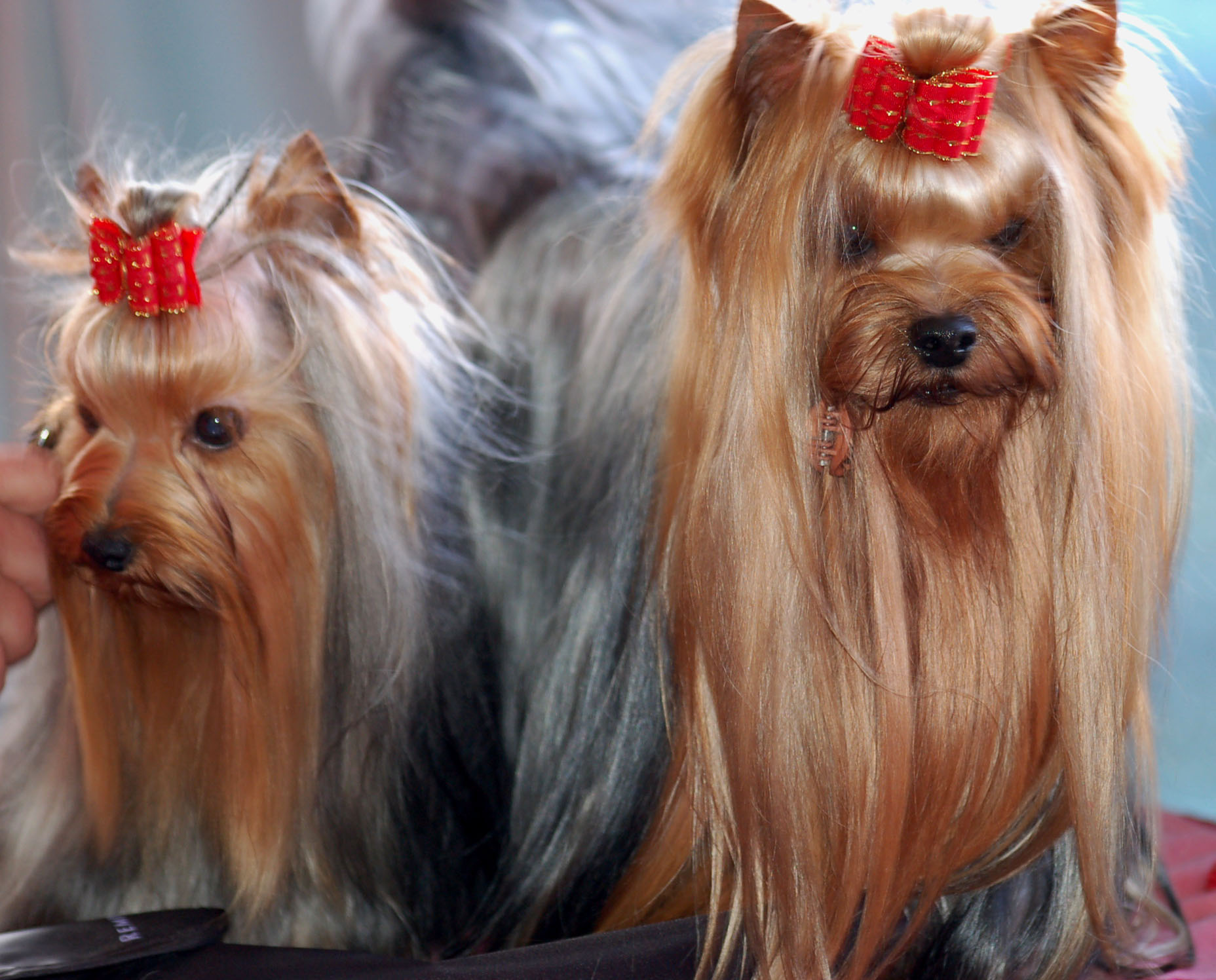
دو تریر یورک شایر
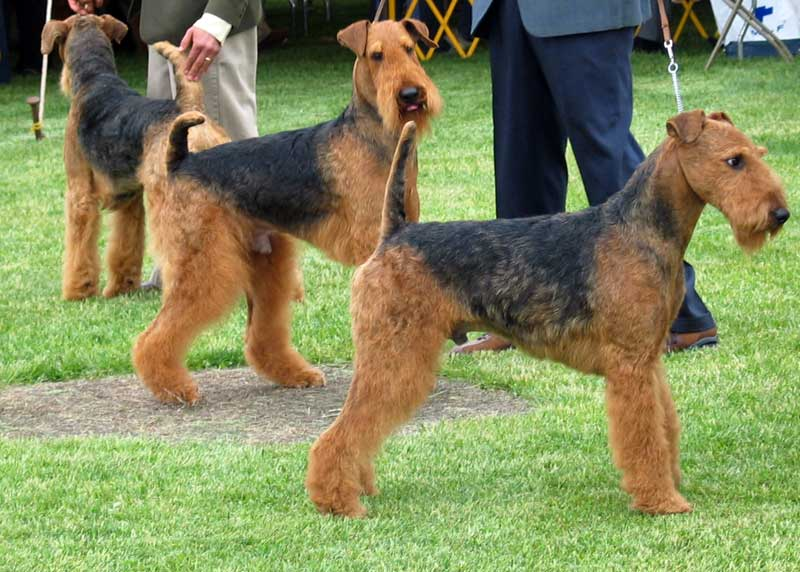